# Episodi di Ispettore Morse (prima stagione)
| nº | Titolo originale                   | Titolo italiano                    | Prima TV        | Prima TV Italia |
| -- | ---------------------------------- | ---------------------------------- | --------------- | --------------- |
| 1  | The Dead of Jericho                | The Dead of Jericho                | 6 gennaio 1987  |                 |
| 2  | The Silent World of Nicholas Quinn | The Silent World of Nicholas Quinn | 13 gennaio 1987 |                 |
| 3  | Service of All the Dead            | Cerimonia in nero                  | 20 gennaio 1987 |                 |

## The Dead of Jericho
- Titolo originale: The Dead of Jericho
- Diretto da: Alastair Reid
- Scritto da: Anthony Minghella

### Trama
Anne Stavely, un'amica di Morse, muore suicida nella sua casa di Jericho, anche se l'ispettore non è convinto. Morse lavora per la prima volta con il sergente Lewis.

## The Silent World of Nicholas Quinn
- Titolo originale: The Silent World of Nicholas Quinn
- Diretto da: Brian Parker
- Scritto da: Julian Mitchell

### Trama
Morse e Lewis indagano sulla morte di Nicholas Quinn, un esaminatore dell'Università di Oxford con problemi di udito che si era recentemente lamentato con il suo superiore che altri membri del corpo docente stavano vendendo i test d'esame. Quinn è morto per avvelenamento da cianuro, ma Morse è convinto che si tratti di omicidio, non di suicidio. Quando un secondo membro viene ucciso, Morse cerca l'assassino tra gli appartenenti al gruppo.

## Service of All the Dead
- Titolo originale: Service of All the Dead
- Diretto da: Peter Hammond
- Scritto da: Julian Mitchell

### Trama
Viene trovato un guardiano di chiesa pugnalato con un crocifisso; altri omicidi iniziano a susseguirsi mentre Morse e Lewis cercano di catturare un pericoloso psicopatico. Morse si innamora della custode della chiesa.